# Marius Mayrhofer
Marius Mayrhofer (Tubinga, 18 de septiembre de 2000) es un ciclista profesional alemán que compite con el equipo Tudor Pro Cycling Team.

## Trayectoria
En 2018 fue segundo en la prueba en línea del Campeonato Mundial de la categoría júnior por detrás de Remco Evenepoel. La temporada siguiente fichó por el Development Team Sunweb y sus primeros años en la categoría sub-23 estuvieron marcados por una lesión y la pandemia de COVID-19. Dio el salto al equipo principal en 2022, y su primer éxito como profesional llegó a inicios de 2023 al imponerse en la Cadel Evans Great Ocean Road Race. Al final de ese año cambió de equipo después de fichar por el Tudor Pro Cycling Team.

## Palmarés
2023
- Cadel Evans Great Ocean Road Race

2025
- 1 etapa de la Boucles de la Mayenne

## Resultados en Grandes Vueltas
| Carrera | Carrera         | 2019 | 2020 | 2021 | 2022 | 2023 | 2024 | 2025 |
| ------- | --------------- | ---- | ---- | ---- | ---- | ---- | ---- | ---- |
|         | Giro de Italia  | —    | —    | —    | —    | 74.º | Ab.  | —    |
|         | Tour de Francia | —    | —    | —    | —    | —    | —    | 83.º |
|         | Vuelta a España | —    | —    | —    | —    | —    | —    | —    |

—: no participa
Ab.: abandono

## Equipos
- Development Team Sunweb/DSM (2019-2021)
  - Development Team Sunweb (2019-2020)
  - Development Team DSM (2021)
- DSM (2022-2023)
  - Team DSM (2022-2023)[6]
  - Team dsm-firmenich (2023)
- Tudor Pro Cycling Team (2024-)